# Фах
Фах (багатозначний термін, від нім. Fach) — спеціальність, професія, наукова дисципліна, галузь.
Звідси походить: Фахівець (синонім) — професіонал, спеціаліст.
1. Вид заняття, трудової діяльності, що вимагає певної підготовки і є основним засобом до існування; професія. А Краньцовська? Вона навіть не знала добре, до якого фаху лагодиться Славко(Март., Тв., 1954, 332); Кобзарі пишалися своїм фахом (Тулуб, Людолови, І, 1957, 343); — Ви така ще молода і вже лікар, — вголос подумала Маргіт і вперше за всю дорогу всміхнулася. — Який хороший ви маєте фах: рятувати людей! (Гончар, Новели, 1954, 53); *У порівн. Сапер тримає смерть в руках І з нею розмовляє, Мов то його одвічний фах (Перв., І, 1958, 389); // Будь-який вид занять, що є основним засобом до існування. Був батько й писарем, і діти учив по селах. Шахтарем на рудні був, зазнав на світі багато фахів (Сос., II, 1958, 365); Стоять вони удвох коло отари в степу — .. один з гирлигою, жезлом пастуха, що засвідчує приналежність до найдавнішого фаху людського, а другий з емблемою у вигляді крил на кашкеті (Гончар, Тронка, 1963, 5).
2. Основна кваліфікація, спеціальність. Секретар райкому за фахом агроном (Вол., Сади.., 1950, 162);Катря вибрала собі на майбутнє фах інженера-електрика (Рибак, Час.., 1960, 454); Брався[Грибовський] робити все, нічого не вміючи, не маючи жодного людського фаху (Довж., І, 1958, 293); // перен., розм. Справа, заняття, в якому хтось виявляє велике вміння, майстерність, хист. Він так уподобав фах розвідника і так досконало вивчив свою справу, що міг пробратися до самої стоянки ворога (Скл., Орл. крила, 1948, 31).
Словник української мови: в 11 тт. / АН УРСР. Інститут мовознавства; за ред. І. К. Білодіда. — К.: Наукова думка, 1970—1980. — Т. 10. — С. 570.